# Audi R8C
El Audi R8C, fue un prototipo de auto diseñado por Peter Elleray y construido por Audi para competir en las 24 horas de Lemans de 1999 en la categoría Le Mans Grand Touring Prototype (LM-GTP). Fue sustituido por el Audi R8 LMP en el año 2000.

## Desarrollo

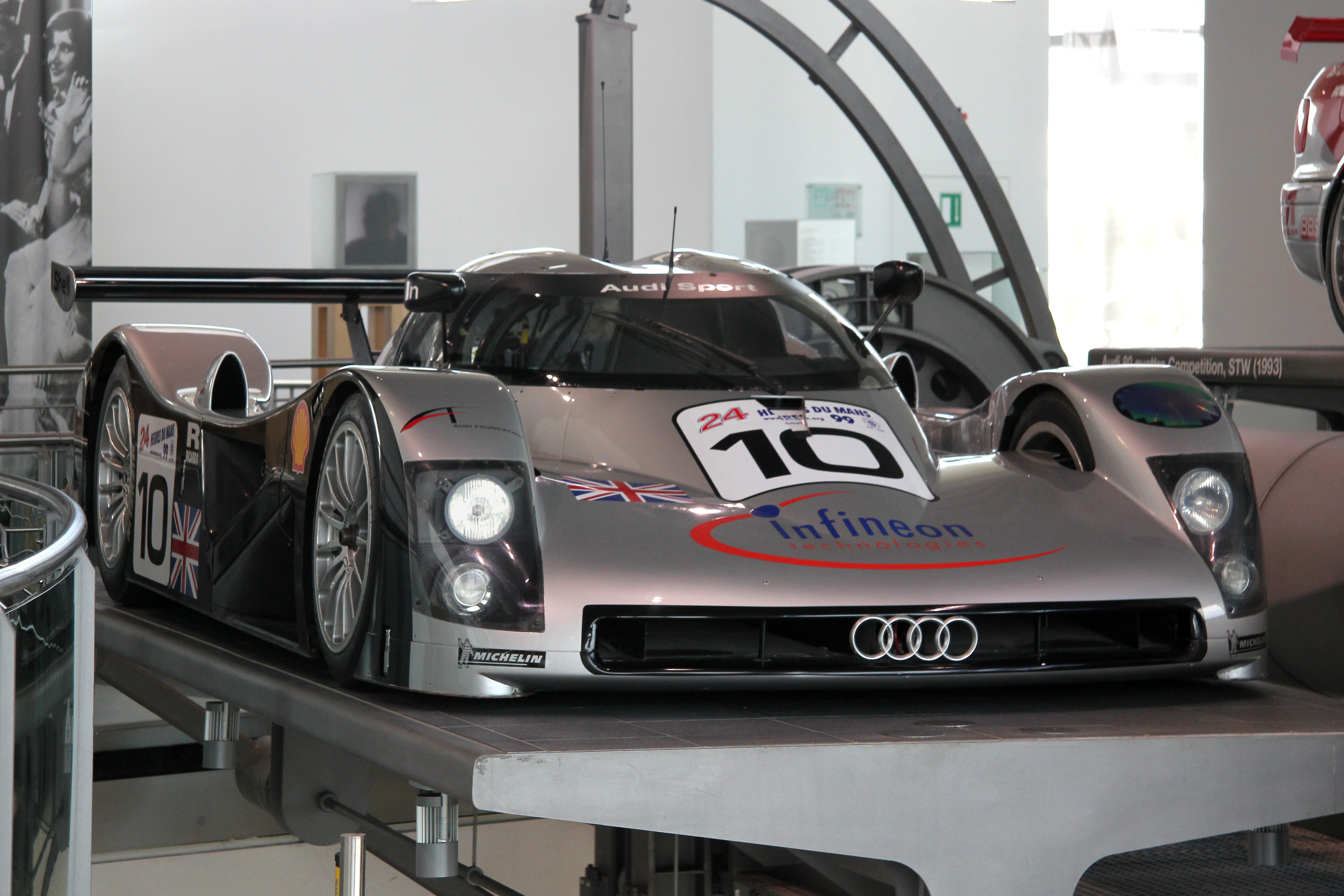
Audi R8C exhibido en el Museo del automóvil Audi.

En 1998, cuando Audi anunció su intención de participar en las 24 Horas de Le Mans de 1999, el plan era inscribir únicamente un prototipo de cabina abierta, conocido como Audi R8R. Sin embargo, tras el rendimiento dominante de los coches de la clase GT1 en las 24 Horas de Le Mans de 1998, los organizadores de la carrera, el Automobile Club de l'Ouest (ACO), se encontraron con un problema. Los coches GT1 se habían transformado en los últimos años y habían pasado de ser versiones de carrera de súper coches, tal y como preveía el reglamento, a ser prototipos de cabina cerrada construidos a propósito, en los que uno de los coches se modificaban para ser un coche de exhibición "de producción" legal en la calle, casi como una idea de última hora. Aunque estos coches se ajustaban al reglamento de GT1, no eran en absoluto lo que el ACO había previsto para la categoría.

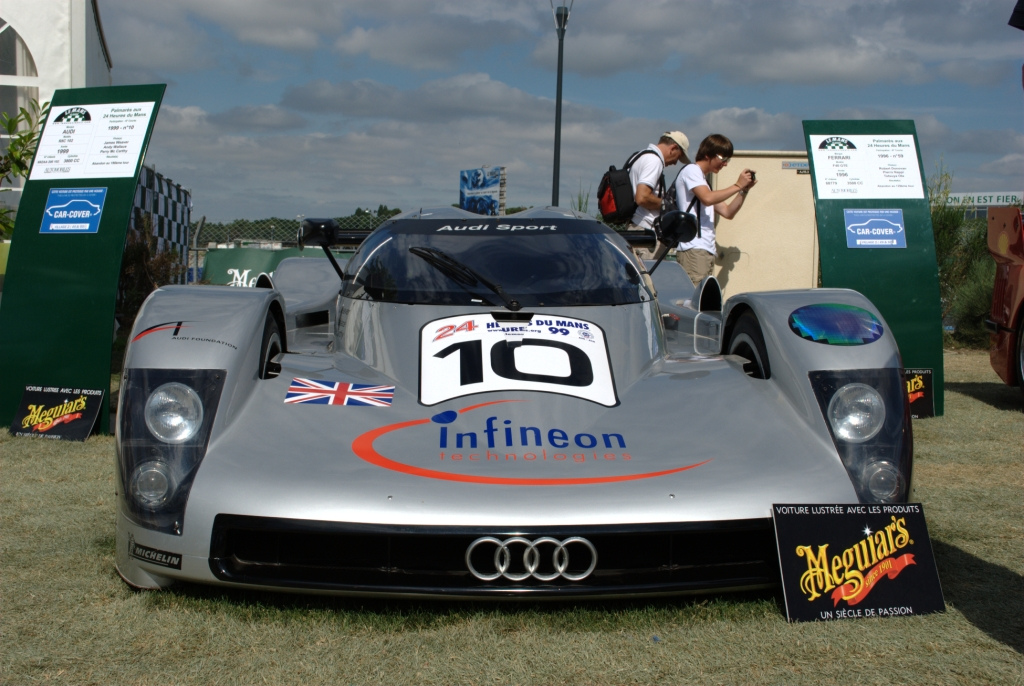
Vista frontal del Audi R8C.

En consecuencia, el ACO modificó las normas de clasificación para 1999. En las filas de GT, la categoría GT1 fue sustituida por la categoría GTS. La categoría GTS era mucho más restrictiva en cuanto a modificaciones, apariencia y cumplimiento de un número determinado de coches de producción que la GT1, pero seguía permitiendo a los fabricantes competir con coches deportivos que, de otro modo, no serían competitivos sin una modificación importante. Además, para hacer frente a los avances y la popularidad de los antiguos coches de la clase GT1, el ACO creó la categoría LMGTP. 

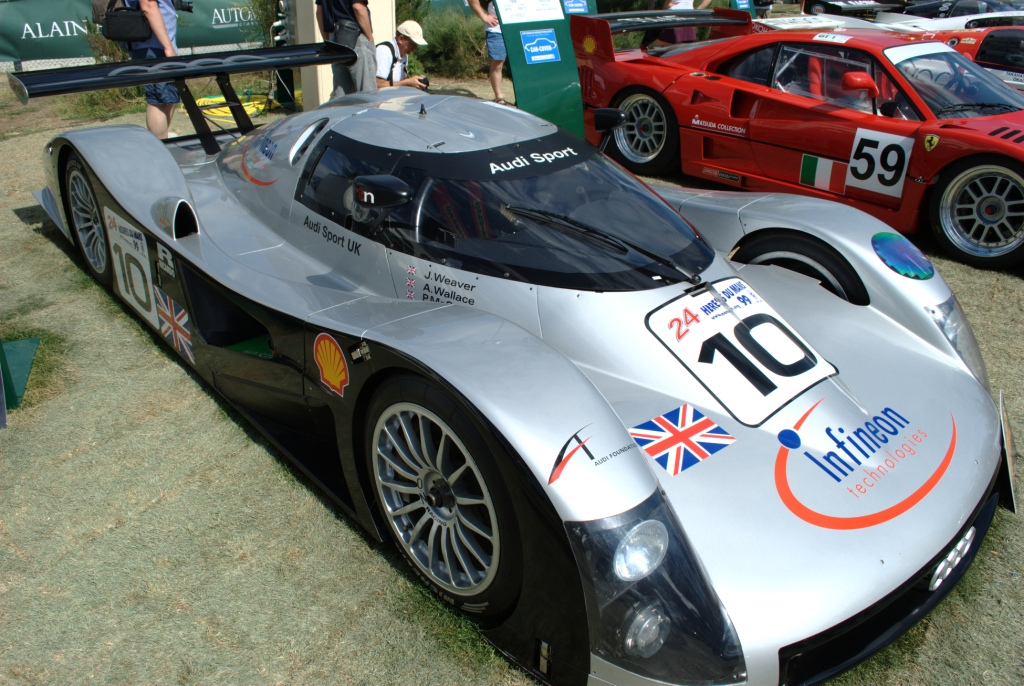
Vista isométrica del Audi R8C.

La categoría LMGTP sería para prototipos de cabina cerrada, lo que daba cabida a los anteriores coches de GT1, pero, bajo las reglas de prototipos ahora, también se liberaba de ciertas restricciones de "coche de producción" que habían tenido en la categoría GT1. Bajo estas nuevas reglas, los coches de cabina cerrada LMGTP, con mejor aerodinámica que los coches LMP abiertos, y liberados de las restricciones de los GT1, tenían el potencial muy real de dominar las 24 Horas de Le Mans de 1999. A diferencia del R8R, para el que Audi había recurrido a Dallara, en su lugar recurrieron a Racing Technology Norfolk (RTN) para diseñar y desarrollar el nuevo R8C. RTN asignó a Peter Elleray la tarea, mientras que Tony Southgate asesoró en el proyecto.